# Chora (woreda)
Pour le woreda dans la zone Jimma, voir Chora Botor.
Chora est un woreda de l'ouest de l'Éthiopie situé dans la zone Buno Bedele de la région Oromia. Il a 100 506 habitants en 2007. Son centre administratif est Kumbabe.

## Situation
Kumbabe, le centre administratif du woreda Chora, se trouve à plus de 2 000 m d'altitude, 35 km à l'ouest de Bedele sur la route en direction de Metu.
D'abord rattaché à la zone Illubabor,, Chora est désormais dans la zone Buno Bedele. Il est limitrophe de la zone Illubabor à l'ouest et de la zone Jimma au sud.
| Alge Sachi | Dega   | Dabo Hana    |
| Doreni     | Chora  | Bedele Zuria |
| Yayu       | Setema | Gechi        |

## Population
Au recensement national de 2007, le woreda compte 100 506 habitants dont 8 % de citadins avec 7 715 habitants à Kumbabe.
La majorité des habitants du woreda (61 %) sont musulmans, 25 % sont orthodoxes et 14 % sont protestants.
En 2022, la population du woreda est estimée à 145 736 personnes avec une densité de population de 185 personnes par km2 et 789 km2 de superficie.